# Negarajati
Negarajati is een bestuurslaag in het regentschap Cilacap van de provincie Midden-Java, Indonesië. Negarajati telt 4907 inwoners (volkstelling 2010).